# イタリアの地震リスク階級
イタリアの地震リスク階級（イタリアのじしんリスクかいきゅう, 伊: Classificazione sismica dell'Italia）とは、イタリア共和国の領土を地震のリスク別に分類したものである。
現在、イタリア領土の地震分類は、統計的および管理的側面のみを目的として使われている。2009年にラクイラ地震が発生、同年、省令「NTC08」を公布し、統計的アプローチに基づく新しい計算方法の導入により地点ごとの耐震設計の目安を設けた。イタリア全土の各地点は、精度の高い表面最大加速度（PGA＝Peak Ground Acceleration）を用いた関数（すなわち確率論理）によって格付けされている。

## 分類

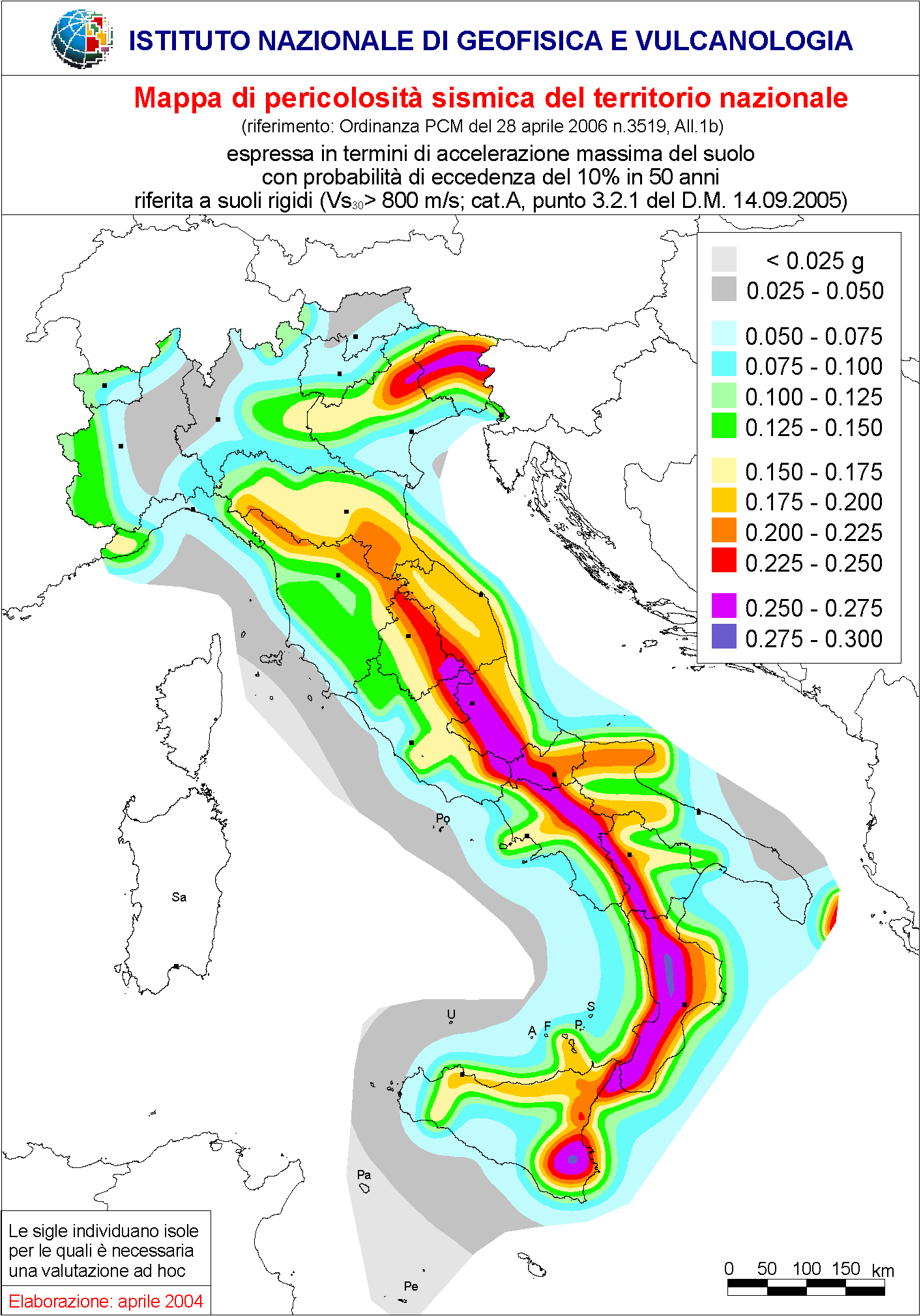
イタリア国立地球物理学火山研究所が2004年に作成した地震リスク地図

### 2015年公布の新リスク階級
1908年メッシーナ地震ならびに1915年シチリアの大地震を受け、早くも1910年代や1920年代にイタリア全土で地震のリスクを階層化して把握するという試みに着手していた。当時は単に「地震の発生地点を追尾する」という手法を採って、地震が発生した場所はリスクが高いとする程度であった。またリスク別という発想はまだ現れず、やがて分類 I と分類 IIの2群にまとめるようになる。いずれにしても地震多発地帯とされた地域を判定する基準値も分析能力も、当時と 省令 1995年公布時とでは隔たりがあった。当時の省令（it:Decreto Ministeriale）でいう分類 Iは「耐震基準の第1世代」と呼ばれる。
地震の影響は当初、静的なエネルギーとして把握し、建物の階ごとに加わる重量を建物の総重量に対する率として算出していた。動的な要素を考慮するのは1971年11月5日公布の法令第1086号ならびに1974年2月2日公布の規定第64号を待つこととなる（官報第76号に公告、1974年3月21日発行。）
省令1975年3月3日公布は地震多発地帯の建造物に対して耐震診断基準を示し、動的データの分析に糸口を示す。ここで特記すべきは、同様の取り組みがいくつかの相違点をまとめないまま、N.T.C. 08、通称「第3世代の耐震基準」公布まで並立していたことである。それまでは自治体単位でばらばらに設けていた建築設計目的の耐震基準を廃止、ノードの単位で地震のエネルギーを算出する方法を導入している。
省令 LL.PP. 1982年3月19日公布をもって、地震のリスク（it:Rischio sismico）がごく一般的に高いか低いかで全国を分類した。
P.C.M. 第3274号（2003年3月20日公布）は2002年モリーゼ地震のショックが全国に波及した後に定められたもので、2006年1月16日付の改訂で地域を明示した。また地方自治体は震災による人的被害や建物への物的損傷を最小限に抑える責任を負うものとし、コムーネ単位で地震リスクを階級分類する作業が任された。
2003年規定に基づき、震災のリスクはPGAおよび地震の頻度と強度に基づいて算出され、イタリアのすべての自治体（コムーネ）は下記の主要なカテゴリ4階級のどれかに分類された。また地域ごとに地震関連の調査が進展するにつれ、あるいは長期的な統計分析の変更を反映し、コムーネの分類は継続的に更新されている。以下に地震活動とゾーン分類、該当コムーネの数を一覧にする。
- ゾーン1：地震活動が強い （PGA 0.25 g超）　対象コムーネ708件。
- ゾーン2：同・やや強い（PGA 0.15–0.25 g）　同2345件[注釈 3]。

- ゾーン3：同・やや弱い（PGA 0.05–0.15 g）、同1560件。
- ゾーン4：同・弱い（PGA 0.05 g未満）　同3488件。

これらを具体的に述べると、ゾーン1は最もリスクが高く激甚災害が発生して未曽有の被害を出す可能性があり、壊滅的な被災も覚悟しなければならない。ゾーン2（およびトスカーナとピエモンテの3S地域）も危険にさらされ、震度はそれほどではなくても重大な損害発生の可能性がある。
ゾーン3の特徴は、地震活動はやや弱いとされながら特定の地質学的状況ではその影響が増幅され、例えば1971年トスカーナ地震のような被災の可能性が示唆される。（そのためトスカーナ州はこの階級に入った。）
最後にゾーン4では、揺れが発生しても微弱で散発的、発災の可能性が低いため、国土全体で地震リスクが最も低いゾーンである。
地域によっては自治体が公布するS 変数を基準に、計算式上は建築物の総重量の影響で地震エネルギーが何倍の作用をするか、係数を割り出している。次にその数値を建物の階数で割り、もし建物が強化鉄筋コンクリートで建てられたなら、鉄筋単体にかかる重量を数式と仮説に沿って割り出した。その結果、梁と柱の接合部にかかる水平の応力がわかった。これで鉄筋の強度を割り出し（仮説により2次元でも3次元でも）、負荷の値が得られる。1996年に最も普及していた計算法の精神を用いたため、耐震基準の設定値よりも震度の数値が下回る点をきちんと示す必要がある（許容震度）。
新しい方法論で地点ごとの地震リスクを定義し直した結果、建設技術基準の省令 2008年1月14日を受け、新築の耐震および既存の建物への介入に関するプロジェクトが設立された。国土に10 km単位の格子（グリッド）を引いて注目すべき地点をネットワーク化、また（前述のPGAを含めて）必要な変数が判明したことにより、それぞれの地点ごとに各種参照値の限界状態に対応するスペクトルを構築できた。前出の10 km格子から検討対象の地点に最も近い4点を取り出して関連データを補間すると、その地点固有のスペクトルを取得し、特性の追跡や、構造設計に使う入力データとして利用できる。ここに説明した方法論には批判も重なり、以下が強調された。
- 方法が過度に複雑。現象のモデル化として、現行の方法なら高度な不確実性と慣習性が活かせる。
- 管理目的で「旧来の」分類（O.P.C.M. 3274）がまだ有効なのに、新手法で地震活動を計算すると矛盾が生じるかもしれない。たとえば以前はゾーン4に分類された一部の自治体では、PGAが#2008年1月14日公布省令で0.05 g超に変わった（旧2003年規定は同0.05 g未満）。

新築の建築物の耐震設計と既存の建物の耐震補強において、地震活動を最大まで考慮し、半確率的計算方法に基づくことがイタリア全国で義務化されている。特定の地点がゾーン4にある場合、この規格では#省令1996年1月16日に記載された許容応力の算出において、既存の一般建築物のうちタイプ 1と同 2および使用クラス Iと同 IIの建築には「古い」計算方法を使ってよいと認めている。しかしながら、従来程度の S=5 を仮定した地震活動を考慮するよう義務化している点に矛盾がある。
NTC2008の規格改訂の発効を受け、2018年、許容震度という方法論の放棄は決定的になった。2018年3月22日をもってNTC2018が発効し、限界状態の半確率的方法が支持されたため、旧来の方法論は旧ゾーン4でさえも使えなくなった。
それに加えてNTC2018規格に誤植があったため地震帯の分類に言及しなくなり、規格の方法論および予想震度の計算との矛盾が強く印象づけられた。これらの点は、前述のとおり批判の的となっている。
ただし管理目的および耐震特典（Sismabonus） を適用するため、地震帯の分類は引き続き適用されている。

### 旧分類
旧来の地震多発地域における建築耐震基準（省令 LL.PP. 1996年1月16日公布）に従う分類では、全国を次のゾーンに分けていた。
- 第1分類ゾーン（S = 12）
- 分類IIゾーン（S = 9）
- 分類IIIゾーン（S = 6）
- 未分類地域